# Musik ist unsere Welt
Musik ist unsere Welt (Originaltitel: Babes in Arms) ist eine US-amerikanische Filmkomödie von Busby Berkeley. Der Film, dessen Drehbuch auf dem Bühnenstück Babes in Arms von Lorenz Hart und Richard Rodgers basiert, wurde 1939 gedreht. Die Premiere des Films fand am 13. Oktober 1939 statt. In Deutschland wurde der Film erst am 11. Dezember 1995 im Rahmen einer Fernsehpremiere in der ARD gezeigt.

## Handlung
Joe und Florie Moran sind Bühnenschauspieler des Vaudeville-Theaters. Als sich der Film immer mehr durchsetzt, bekommt das Paar immer weniger Engagements. Ihr Sohn Mickey, der in New York hinter den Kulissen geboren wurde, bleibt von dieser Tatsache aber unbeeindruckt. Er schreibt eine Show, die er mit den Kindern der gealterten Schauspieler in Seaport, Long Island, aufführen will.
Um seinen Plan zu verwirklichen, muss er einige Hindernisse umgehen. So will zum Beispiel Martha Steele, die Vorsitzende des Wohlfahrtsausschusses, die Kinder in eine Schule einweisen lassen. Baby Rosalie Essex verfügt über ein sehr stürmisches Temperament, was die Aufführung der Show beeinträchtigen würde. Da sie aber die Show mitfinanziert, muss sich Mickey mit ihr arrangieren. Das führt dazu, dass Mickeys Freundin Patsy Barton eifersüchtig wird.
Zwar kann Mickey all diese Probleme lösen, doch das Wetter macht ihm einen Strich durch die Rechnung. Ein Hurrikan zieht auf und stopt die Show mitten in der Aufführung. Alles scheint verloren, als Mrs. Steele durchsetzen kann, dass die Kinder die Schule besuchen. Doch ein New Yorker Produzent, Harry Maddox, hat sich entschieden, die Show am Broadway aufführen zu lassen.

## Hintergrund
Das geschätzte Budget der MGM-Produktion lag knapp unter 750.000 US-Dollar. Der Film wurde für MGM der Kassenschlager des Jahres 1939 und spielte mehr als zwei Millionen US-Dollar ein.
Das Broadwaystück, auf dem das Drehbuch basiert, wurde am 14. April 1937 in New York uraufgeführt. Insgesamt wurden 1989 Vorstellungen gegeben.
Für Regisseur Busby Berkeley war es die erste Regiearbeit für MGM. Johnny Sheffield stand hier zum zweiten Mal vor einer Kamera. Zum Zeitpunkt der Dreharbeiten war er acht Jahre alt und den Kinozuschauern aus seinem ersten Film bekannt, in dem er an der Seite von Johnny Weissmuller den Adoptivsohn von Tarzan spielte. Für Judy Garland und Mickey Rooney war es der dritte von acht Filmen, die sie zusammen drehten. Vier davon wurden vom Regisseur dieses Films inszeniert.
Cedric Gibbons und Edwin B. Willis waren für die Filmbauten und Ausstattung zuständig, Douglas Shearer für den Ton. Produzent Arthur Freed konnte später mit ähnlichen komödiantischen Filmmusicals zwei Oscars für den besten Film gewinnen. Bei diesem Film steuerte Freed auch einige Songtexte bei.

## Soundtrack
- Good Morning – Melodie: Nacio Herb Brown, Texte: Arthur Freed – Interpreten: Judy Garland und Mickey Rooney
- You Are My Lucky Star – Melodie: Nacio Herb Brown, Texte: Arthur Freed – Interpretin: Betty Jaynes
- Broadway Rhythm – Melodie: Nacio Herb Brown, Texte: Arthur Freed – Interpretin: Judy Garland
- Babes in Arms – Melodie: Richard Rodgers, Texte: Lorenz Hart – Interpreten: Mickey Rooney, Judy Garland, Douglas McPahil und Chor
- Where or When – Melodie: Richard Rodgers, Texte: Lorenz Hart – Interpreten: Douglas McPahil, Judy Garland, Betty Jaynes
- I Cried for You – von Gus Arnheim, Aby Lyman und Arthur Freed – Interpretin: Judy Garland
- Daddy Was a Minstrel Man – von Roger Edens – Interpretin: Judy Garland
- Oh, Susanna – von Stephen Foster – Interpreten: Judy Garland und Mickey Rooney
- Idal Sweet as Apple Cider – Melodie: Eddie Munson, Texte: Eddie Leonard – Interpret: Mickey Rooney
- Moonlight Bay – Melodie Percy Wenrich, Texte: Edward Madden – Interpretation von einem Chor
- I’m Just Wild About Harry – Melodie: Eubie Blake, Texte: Noble Sissle – Interpreten, Judy Garland, Mickey Rooney und Chor
- God’s Country – Melodie: Harold Arlen, Texte: E. Y. Harburg – Interpreten: Judy Garland, Mickey Rooney, Douglas McPhail, Betty Jaynes und Chor

## Kritiken
Das Lexikon des internationalen Films fand die Produktion „energiegeladen, aber leicht veraltet“. Auch der Time Out Film Guide war zwiegespalten. Die Handlung sei „ermüdend“, dennoch sei der Film „charmant, energiegeladen“. Channel 4 beklagte zwar, dass vom originalen Musical „nicht viel geblieben ist“, doch die Musik sei „großartig“. Für Variety war die Musicaladaption ein „großartiges Stück Unterhaltung“, wobei Mickey Rooney seine „vielseitigen Talente“ zeige.

## Auszeichnungen
Bei der Oscarverleihung 1940 war der Film in den Kategorien Bester Hauptdarsteller und Beste Filmmusik nominiert. Judy Garland bekam einen Sonder-Oscar für ihre herausragenden Darbietungen als Jugendliche verliehen.